# Bernt Hartwig von Plessen
Bernt Hartwig von Plessen (5. november 1709 – 28. august 1767) var en dansk amtmand, gehejmeråd og kansler.
Plessen, der var søn af Bernt Hartwig von Plessen til Retchendorff, Flessenau og Gottesgabe, svensk løjtnant, og dennes anden hustru, Sophie Agnes f. von Plessen, fødtes 5. november 1709. Han studerede i Heidelberg, Duisburg og Halle, berejste derefter Tyskland, Frankrig og Holland og begyndte 1731 embedsbanen som kancelliråd ved Overretten på Gottorp, udnævntes 1733 til justitsråd og 1738 til landråd i Holsten. 1745 blev han konferensråd og året efter beskikket til amtmand på Gottorp. 1747 udnævntes han til 1. råd og 1756 til kansler ved Overretten. 1746 havde han fået kammerherrenøglen og 1759 det hvide bånd. 1767 udnævntes han til gehejmeråd, men døde 28. august samme år.
Plessen var først gift med Juliane Marie f. v. Staffeldt (f. 1728), datter af generalmajor Adolph Frederik von Staffeldt og Cathrine Maria f. von der Lühe. Hun kom i februar 1751 af dage ved en ulykkelig hændelse. 1752 ægtede han Sophie Dorothea von Drieberg, der 1764 blev dekoreret med ordenen de l'union parfaite.